# Richard Frederick Cavendish

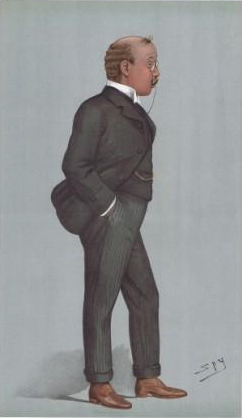
Richard Frederick Cavendish

Lord Richard Frederick Cavendish (ur. 31 stycznia 1871, zm. 7 stycznia 1946) – brytyjski arystokrata, polityk i urzędnik, członek arystokratycznej rodziny Cavendishów, młodszy syn lorda Edwarda Cavendisha (młodszego syna 7. księcia Devonshire) i Emmy Lascelles, córki Williama Lascellesa (syna 2. hrabiego Harewood). Jego starszym bratem był Victor Cavendish, 9. książę Devonshire.

## Życiorys
Wykształcenie odebrał w Eton College i w Trinity College na Uniwersytecie Cambridge. W 1895 r. został wybrany do Izby Gmin jako reprezentant okręgu North Lonsdale. Reprezentował wtedy Partię Liberalnych Unionistów. W 1904 r. zmienił partię polityczną przechodząc do liberałów. Był jednym z niewielu deputowanych tej partii, którzy utracili swoje miejsce w Izbie Gmin po wyborach 1906 r.
W grudniu 1908 r. został członkiem Królewskiej Komisji Wyborczej, odpowiedzialnej za „zabezpieczenie pełnej reprezentacyjności ciał ustawodawczych wybranych w wyborach powszechnych”. Komisja zakończyła prace w 1910 r. postulując natychmiastowe zniesienie dwóch okręgów wyborczych, co zostało wykonane. Inna propozycja komisji dotycząca zmiany sposobu liczenia głosów nie znalazła uznania w Parlamencie.
Lord Cavendish został w 1912 r. członkiem Tajnej Rady. Został też odznaczony Krzyżem Kawalerskim Orderu Łaźni oraz Krzyżem Kawalerskim Orderu Świętego Michała i Świętego Jerzego. Był również przewodniczącym Królewskiego Towarzystwa Rolniczego w Lancashire. Był właścicielem Holker Hall i Swan Hotel. Był aktywnym wolnomularzem i zapalonym golfistą.
31 lipca 1895 r. poślubił lady Moyrę de Vere Beauclerk (20 stycznia 1876 – 7 lutego 1942), córkę Williama Beauclerka, 10. księcia St Albans i Grace Bernal-Osborne, córki Ralpha Bernal-Osborne’a. Richard i Moyra mieli razem dwóch synów i pięć córek:
- Elisabeth Vere Cavendish (22 stycznia 1897 – ?), żona Roberta Gascoyne-Cecila, 5. markiza Salisbury, miała dzieci
- Alix Cavendish (5 sierpnia 1901 – 29 czerwca 1925)
- Mary Catherine Cavendish (20 lipca 1903 – ?), żona Davida Lindsaya, 28. hrabiego Crawford, miała dzieci
- John Edward Compton Cavendish (10 października 1907 – 29 maja 1908)
- Diana Cavendish (15 września 1909 – ?), żona Roberta Boothby’ego, 1. barona Boothby, podpułkownika Iana Campbell-Greya i Henry’ego Gage’a, 6. wicehrabiego Gage, nie miała dzieci
- Sybil Moyra Cavendish (10 sierpnia 1915 – ?), żona Lawrence’a Dykesa, miała dzieci
- Richard Edward Osborne Cavendish (23 listopada 1917 – 1972), ożenił się z Pamelą Thomas, jednym z jego synów jest Hugh Cavendish, baron Cavendish of Furness.

Jako wnukowi księcia w linii męskiej Richardowi nie przysługiwał tytuł lorda. Otrzymał go jednak w 1908 r., kiedy jego brat został 9. księciem Devonshire. Richard oraz jego młodszy brat, John, zostali wtedy potraktowani jak synowie księcia i otrzymali tytuł lordowski.